# Eucereon aroa
Eucereon aroa là một loài bướm đêm thuộc phân họ Arctiinae, họ Erebidae.